# У пастці (фільм, 1967)
«У пастці» — радянський художній фільм-військова драма 1967 року, знятий режисером Лесем Швачком на Кіностудії ім. О. Довженка.

## Сюжет
Фільм оповідає про спільну боротьбу радянського та угорського народів з гітлерівцями під час Другої світової війни.

## У ролях
- Лілія Гриценко — господиня будинку
- Олександр Харитонов — головна роль
- Олег Комаров — Шапочкін
- Федір Панасенко — Федір
- Лев Перфілов — Шумахер
- Всеволод Сафонов — Кірхмайєр
- Всеволод Санаєв — Ковач
- Іван Симоненко — Петро
- Павло Винник — Нушке
- Микола Мерзлікін — Ян
- Юрій Дубровін — фріц
- Тамара Королюк — Женя

## Знімальна група
- Режисер — Лесь Швачко
- Сценарист — Петро Гуриненко
- Оператор — Олександр Пищиков
- Художник — Анатолій Добролежа